# Pien Sanders
Pien Sanders (* 11. Juni 1998 in Udenhout) ist eine niederländische Hockeyspielerin. Sie gewann 2021 und 2024 die olympische Goldmedaille und war Weltmeisterin 2022 sowie Europameisterin 2017, 2021 und 2023.

## Leben
2016 gewann Pien Sanders die Silbermedaille bei der Juniorenweltmeisterschaft hinter den argentinischen Juniorinnen.
Die Verteidigerin debütierte 2017 in der Nationalmannschaft. Sie bestritt 132 Länderspiele, in denen sie sieben Tore erzielte. (Stand 9. August 2024) Bei der Europameisterschaft 2017 in Amstelveen gewannen die Niederländerinnen ihre Vorrundengruppe. Nach einem 1:0-Halbfinalsieg gegen die Engländerinnen bezwangen die Niederländerinnen im Finale die belgische Mannschaft mit 3:0. Die Weltmeisterschaft 2018 und die Europameisterschaft 2019 verpasste Sanders wegen Verletzungen.
Bei der Europameisterschaft 2021 in Amstelveen siegten die Niederländerinnen in der Vorrunde und gewannen ihr Halbfinale gegen die Belgierinnen mit 3:1. Im Finale besiegten die Niederländerinnen die deutschen Damen mit 2:0. Bei den Olympischen Spielen in Tokio gewannen die Niederländerinnen alle acht Spiele, im Finale bezwangen sie die Argentinierinnen mit 3:1.
Ein Jahr später bei der Weltmeisterschaft 2022 war Sanders in allen sechs Spielen dabei. Im Halbfinale gewann die Mannschaft mit 1:0 gegen die Australierinnen. Im Finale siegten die Niederländerinnen mit 3:1 gegen Argentinien. 2023 gewannen die Niederländerinnen bei der Europameisterschaft in Mönchengladbach im Halbfinale mit 7:0 gegen die Engländerinnen und im Finale 3:1 gegen die Belgierinnen. Im August 2024 bei den Olympischen Spielen in Paris besiegten die Niederländerinnen im Viertelfinale die Britinnen mit 3:1. Nach einem 3:0-Sieg im Halbfinale gegen die Argentinierinnen gewannen die Niederländerinnen im Endspiel gegen die Chinesinnen im Shootout, nachdem es am Ende der regulären Spielzeit 1:1 gestanden hatte. Sanders war in allen acht Spielen dabei und erzielte in der Vorrunde einen Treffer. Im Shootout des Finales trafen Pien Sanders, Maria Verschoor und Marijn Veen, während Anne Veenendaal drei Bälle entschärfte.
Pien Sanders spielt seit 2010 bei HC ’s-Hertogenbosch, dem in der niederländischen Meisterschaft dominierendem Team der 2010er Jahre. Dort übernahm sie nach 2016 als Abwehrchefin die Nachfolge von Maartje Paumen. 